# Faculdade de Medicina da Universidade Federal de Goiás
A Faculdade de Medicina (FM) da Universidade Federal de Goiás (UFG) é uma das principais unidades acadêmicas desta universidade. Criada em abril de 1960 pelo médico goiano Francisco Ludovico de Almeida Neto com a chancela do ex-presidente Juscelino Kubitschek, é uma referência nacional no ensino da Medicina. Ademais está envolvida na pesquisa e na extensão universitária. Situa-se no Campus Colemar Natal e Silva, no bairro Universitário, na região central de Goiânia.
A FM surgiu anteriormente a UFG, que foi fundada no final de 1960. Assim, foi uma das primeiras faculdades da instituição, e aglutinada no projeto original de fundação da Universidade Federal de Goiás.